# Jim Simon
James E. Simon (* 22. März 1940 in Pittsburgh, Pennsylvania) ist ein ehemaliger US-amerikanischer American-Football-Spieler. Er spielte als Guard/Offensive Tackle bei den Detroit Lions in der National Football League (NFL) und den Atlanta Falcons in der American Football League (AFL). 

## Spielerlaufbahn

### Collegekarriere
Jim Simon studierte von 1960 bis 1962 an der University of Miami und spielte für die dortige Footballmannschaft, den Miami Hurricanes American Football. Simon wurde von seiner Mannschaft als Linebacker eingesetzt. Im Jahr 1961 verlor er mit seinem Team den Liberty Bowl gegen die Syracuse University mit 15:14. Im folgenden Jahr erfolgte eine 36:34-Niederlage gegen das Team der University of Nebraska im Gotham Bowl. Simon wurde von seinem College aufgrund seiner sportlichen Leistungen zweimal ausgezeichnet.

### Profikarriere
Jim Simon wurde im Jahr 1963 von den Detroit Lions in der 15. Runde an 208. Stelle gedraftet. Gleichzeitig zeigten die Boston Patriots aus der AFL an einer Verpflichtung von Simon Interesse und zogen ihn in der AFL Draft in der neunten Runde an 87. Stelle. Simon entschloss sich einen Vertrag bei den Lions zu unterschreiben. Das Team aus Detroit setzte ihn in der Offensive Line als Guard und Tackle ein. Er hatte damit die Aufgabe, Quarterback Earl Morrall zu schützen und dem eigenen Runningback den Weg in die gegnerische Endzone frei zu blocken. Vor der Saison 1966 wechselte Jim Simon zu den neugegründeten Atlanta Falcons. Nach der Spielrunde 1968 beendete Simon seine Laufbahn.